# سان جیورجیو ایونیکو
سان جیورجیو ایونیکو (به ایتالیایی: San Giorgio Ionico) یک کومونه در ایتالیا است که در استان تارانتو واقع شده‌است. سان جیورجیو ایونیکو ۲۳ کیلومتر مربع مساحت و ۱۵٬۹۷۵ نفر جمعیت دارد و ۷۵ متر بالاتر از سطح دریا واقع شده‌است.